# Mika Seidel
Mika Nilson Seidel (* im November 2002) ist ein deutscher Schauspieler.

## Leben
Mika Seidel spielt seit seinem achten Lebensjahr in deutschen Filmen mit. Erste schauspielerische Erfahrungen sammelte er 2010 in dem Film Vom Ende der Liebe. Große Bekanntheit erlangte er im mehrfach ausgezeichneten Drama Halt auf freier Strecke, in dem er den Sohn eines Familienvaters mit Hirntumor spielt.

## Filmografie
- 2010: Vom Ende der Liebe
- 2011: Halt auf freier Strecke
- 2011: Jorinde und Joringel
- 2011: Schicksalsjahre
- 2012: Lore
- 2013: Blutgeld
- 2013: Tatort: Machtlos
- 2016: The Boy in the Ocean (Kurzfilm)
- 2016: Gefangen im Paradies
- 2017: Bodycheck – Mit Herz durch die Wand
- 2019: In aller Freundschaft – Seifenblasen